# Super Bowl XXXVII
Match précédent Match suivant
Le Super Bowl XXXVII est l'ultime partie de la saison 2002 de la NFL de football américain (NFL). Le match s'est joué le 26 janvier 2003 au Qualcomm Stadium de San Diego en Californie. Le chant d'ouverture « God Bless America » a été interprété par Céline Dion.
Les Buccaneers de Tampa Bay se sont imposés face aux Raiders d'Oakland sur le score de 48 à 21.
Ce match a ensuite été marqué par Jerry Rice et Tim Brown, joueurs des Raiders, qui ont accusé leur entraîneur d'avoir provoqué intentionnellement la défaite de leur équipe.

## Le match
| Score      | Q1 | Q2 | Q3 | Q4 | Total |
| Raiders    | 3  | 0  | 6  | 12 | 21    |
| Buccaneers | 3  | 17 | 14 | 14 | 48    |

- Premier quart-temps :
  - OAK : Field goal de Sebastian Janikowski de 40 yards, 10:40 : Raiders 3 - Buccaneers 0.
  - TB :  Field goal de Martín Gramática de 31 yards, 7:51 : Raiders 3 - Buccaneers 3.
- Deuxième quart-temps :
  - TB : Field goal de Martín Gramática de 43 yards, 11:16 : Raiders 3 - Buccaneers 6.
  - TB : Touchdown de Mike Alstott, course de 2 yards (transformation de Martín Gramática), 6:24 : Raiders 3 - Buccaneers 13.
  - TB : Touchdown de Keenan McCardell sur une passe de Brad Johnson de 5 yards (transformation de Martín Gramática), 0:30 : Raiders 3 - Buccaneers 20.
- Troisième quart-temps :
  - TB : Touchdown de Keenan McCardell sur une passe de Brad Johnson de 8 yards (transformation de Martín Gramática), 5:30 : Raiders 3 - Buccaneers 27.
  - TB : Touchdown de Dwight Smith, retour d'interception de 44 yards (transformation de Martín Gramática), 4:47 : Raiders 3 - Buccaneers 34.
  - OAK : Touchdown de Jerry Porter sur une passe de Rich Gannon de 39 yards (transformation de 2 points manquée), 2:14 : Raiders 9 - Buccaneers 34.
- Quatrième quart-temps :
  - OAK : Touchdown de Eric Johnson, retour de punt bloqué de 13 yards (transformation de 2 points manquée), 14:16 : Raiders 15 - Buccaneers 34.
  - OAK : Touchdown de Jerry Rice sur une passe de Rich Gannon de 48 yards (transformation de 2 points manquée), 6:06 : Raiders 21 - Buccaneers 34.
  - TB : Touchdown de Derrick Brooks, retour d'interception de 44 yards (transformation de Martín Gramática), 1:18 : Raiders 21 - Buccaneers 41.
  - TB : Touchdown de Dwight Smith, retour d'interception de 50 yards (transformation de Martín Gramática), 0:02 : Raiders 21 - Buccaneers 48.

## Titulaires
| Oakland          | Postes  | Tampa Bay        |
| ---------------- | ------- | ---------------- |
| Attaque          |         |                  |
| Tim Brown        | WR      | Keyshawn Johnson |
| Barry Sims       | LT      | Roman Oben       |
| Frank Middleton  | LG      | Kerry Jenkins    |
| Adam Treu        | C       | Jeff Christy     |
| Mo Collins       | RG      | Cosey Coleman    |
| Lincoln Kennedy  | RT      | Kenyatta Walker  |
| Doug Jolley      | TE      | Ken Dilger       |
| Jerry Rice       | WR      | Keenan McCardell |
| Rich Gannon      | QB      | Brad Johnson     |
| Jerry Porter     | WR / FB | Mike Alstott     |
| Charlie Garner   | RB      | Michael Pittman  |
| Défense          |         |                  |
| DeLawrence Grant | DE      | Greg Spires      |
| Sam Adams        | DT      | Warren Sapp      |
| John Parrella    | DT      | Chuck Darby      |
| Regan Upshaw     | DE      | Simeon Rice      |
| Bill Romanowski  | LB      | Dwight Smith     |
| Napoleon Harris  | LB      | Shelton Quarles  |
| Eric Barton      | LB      | Derrick Brooks   |
| Charles Woodson  | CB      | Brian Kelly      |
| Tory James       | CB      | Ronde Barber     |
| Anthony Dorsett  | SS      | John Lynch       |
| Rod Woodson      | FS      | Dexter Jackson   |